# Championnat d'Arménie de hockey sur glace
Le championnat d'Arménie de hockey sur glace est le meilleur niveau de hockey sur glace en Arménie. Il y a 5 patinoires pour la ligue, 2 intérieures et 3 extérieures.

## Champions
Les champions sont :
- 2001 : ASC Erevan
- 2002 : Pas de championnat
- 2003 : Dinamo Erevan
- 2004 : Dinamo Erevan
- 2005 : Dinamo Erevan
- 2006 : SKA Erevan
- 2007 : Urartu Erevan
- 2008 : Urartu Erevan
- 2009 : Urartu Erevan
- 2010 : Urartu Erevan
- 2011 : Urartu Erevan
- 2012 : Urartu Erevan
- 2013 : Ararat Erevan
- 2014 : Ararat Erevan
- 2015 : Urartu Erevan
- 2016 : Ararat Erevan
- 2017 : Ararat Erevan
- 2018 : Ararat Erevan
- 2019 : Urartu Erevan